# Parafia św. Elżbiety Węgierskiej w Jaworznie-Szczakowej
Parafia Świętej Elżbiety Węgierskiej w Jaworznie-Szczakowej – rzymskokatolicka parafia, położona w dekanacie jaworznickim NMP Nieustającej Pomocy, diecezji sosnowieckiej, metropolii częstochowskiej, erygowana w 1914 roku.